# Raouia Rouabhia
Raouia Rouabhia (ur. 25 czerwca 1978 w Meyrargues) – algierska siatkarka, grająca jako przyjmująca. Obecnie występuje w drużynie Venelle.